# Graczykowie, czyli Buła i spóła
Graczykowie, czyli Buła i spóła – polski serial komediowy w reżyserii Krzysztofa Jaroszyńskiego, emitowany na antenie telewizji Polsat od 22 września 2001 do 28 września 2002. Jest to kontynuacja serialu Graczykowie, z przesunięciem głównej roli na sąsiada Jadwigi i Wiesława Graczyków, Romana Bułę Bułkowskiego.

## Informacje realizacyjne
W odcinkach 15 i 30 zmieniła się stara czołówka serialu, która była wyświetlana od odcinka 15 do 30, i powróciła tylko raz – w odcinku 39.

## Fabuła
Akcja serialu toczy się w mieszkaniu Romana Buły Bułkowskiego (czasem także w osiedlowym lokalu „Cristal”), sąsiada Jadwigi i Wiesława Graczyków, który mieszka ze swoim synem Waldusiem, harcerzem i studentem medycyny (jego specjalność to ginekologia). Ten zaś jest chorobliwie nieśmiały w stosunku do kobiet, choć jego tatuś twierdzi, że to prawdziwy ogier i nic się u niego nie liczy „tylko baby i baby”. Razem z nimi jako sublokator mieszka inż. Leon Ćwierkacz, któremu Buła – przez pomyłkę – wynajął kiedyś pokój i teraz kombinuje, jak się go pozbyć. Leon bowiem nie bierze do ust kropli alkoholu, kiedy był młody trochę popijał, ale potem, w kościele na kolanach przysiągł św. Antoniemu, że prędzej sobie siekierą rękę odrąbie, niż sięgnie po kieliszek. Leon ma – w rodzinnej wsi – narzeczoną, dlatego nie zadaje się z kobietami, gdyż obiecał jej wierność, a jego słowo tyle znaczy, że prędzej sobie siekierą rękę odrąbie, niż spojrzy na inną. Trudno się więc dziwić, iż Buła – miłośnik kobiet i alkoholu we wszelkiej postaci – nie cierpi Leona. Obawia się też jego, bynajmniej nie mitycznej siekiery, którą Leon stale ostrzy i nosi w teczce. Buła boi się nie tylko Leonowej siekiery, jest bowiem okropnym tchórzem i fanfaronem. Ilekroć przestraszy się, albo zdenerwuje – a zdarza mu się to nad wyraz często, dostaje rozstroju żołądka i całymi godzinami przesiaduje w toalecie. Sympatyczny skądinąd i uczynny Buła ciężko, jak twierdzi, pracuje, jego praca polega bowiem na chodzeniu: chodzi do pracy i po jakimś czasie z pracy wraca. W wolnych chwilach zaś zagląda do kasyna i restauracji „Cristal”. Ma narzeczoną Zuzę, a potem żonę Rysię, z którą ożenił się przez przypadek, a może nawet przez pomyłkę bo sam mówi, iż nie wie, jak to się stało. Nie przeszkadza mu to jednak poznawać coraz to nowych „kuzynek” co wpędza go w bezustanne kłopoty z zazdrosną Zuzą, a potem jeszcze bardziej zazdrosną Rysią. Chociaż nie grzeszy inteligencją, wychodzi cało ze straszliwych opresji i radzi sobie w najdziwniejszych sytuacjach.
W ostatnim odcinku bohaterowie dowiadują się, że serial się kończy. W końcowych minutach odcinka filmowcy wynoszą meble, zwijają kable, wygaszają światła. Bohaterowie wspominają wspólne chwile. Na końcu operator wyłącza kamerę.

## Odcinki
1. Śniadanko (22.09.2001)
2. Braciszek (29.09.2001)
3. Raduńska (06.10.2001)
4. Ożenek (13.10.2001)
5. Lekcja (20.10.2001)
6. Kradzież (27.10.2001)
7. Śfinks (03.11.2001)
8. Pomyłka (10.11.2001)
9. Dzidziuś (17.11.2001)
10. Uczulenie (24.11.2001)
11. Lecznica (05.12.2001)
12. Majątek (12.12.2001)
13. Wigilia (19.12.2001)
14. Kolanko (02.01.2002)
15. Polonez (09.01.2002)
16. Wróblowa (16.01.2002)
17. Spadek (23.01.2002)
18. Gwiazda (30.01.2002)
19. Zgaduła (06.02.2002)
20. Piórkowska (13.02.2002)
21. Kumulacja (21.02.2002)
22. Podstęp (28.02.2002)
23. Taksówkarz (09.03.2002)
24. Skarb (16.03.2002)
25. Gabinet (23.03.2002)
26. Pradziadek (06.04.2002)
27. Buła się żeni (13.04.2002)
28. Podróż poślubna (20.04.2002)
29. Urok Waldusia (27.04.2002)
30. Horoskopy nie kłamią (04.05.2002)
31. Dziewczyna Leona (11.05.2002)
32. Czarna wdowa (18.05.2002)
33. Prywatny detektyw (25.05.2002)
34. Męska pauza (08.06.2002)
35. Pożyczona narzeczona (15.06.2002)
36. Trzeba mieć plecy (22.06.2002)
37. Koniec świata o 16-ej (27.06.2002)
38. Ręce, które liczą (03.09.2002)
39. Białe nieszczęście (05.09.2002)
40. Rachmistrz spisowy (10.09.2002)
41. Panna psycholog (12.09.2002)
42. Wędkarstwo uspokaja (14.09.2002)
43. Lot w kosmos (21.09.2002)
44. Coś wisi w powietrzu (28.09.2002)

## Obsada
- Paweł Wawrzecki – Roman Tymon Buła Bułkowski
- Marcin Kobierski – Walduś, syn Buły
- Adrianna Biedrzyńska – Zuza, narzeczona Buły
- Aleksandra Ciejek – Rysia z d. Myk, żona Buły
- Krzysztof Kowalewski – inż. Zenon Rumian
- Leon Charewicz – inż. Leon Ćwierkacz, lokator Buły
- Zbigniew Buczkowski – Wiesław Graczyk
- Joanna Kurowska – Jadwiga Graczyk
- Joanna Brodzik – Malina Graczyk
- Jerzy Turowicz – Zygmunt Tępień, dozorca
- Artur Pontek – Artek, kolega Waldusia
- Witold Dębicki – Wacek, brat Buły
- Marian Glinka – Cyklop, bramkarz w „Cristalu”
- Andrzej Niemirski – pan Kisiel, kelner w „Cristalu”
- Grażyna Zielińska – Raduńska, Wróblowa i klozetowa w „Cristalu”
- Magdalena Mazur – Gosia, „kuzynka” Buły
- Violetta Kołakowska – Beata, „kuzynka” Buły
- Jerzy Bończak – Kazimierz Królik, gwiazda telewizji, od 15 lat naprawia pralki
- Ewa Kasprzyk – doc. Renata Piórkowska, „kuzynka” Buły
- Stanisław Brudny – emeryt Zenon Karpioła, później stary Matoga
- Sylwester Maciejewski – Niski, nadinspektor Policji / Kaziuk Matoga, kuzyn Buły
- Agnieszka Suchora – Basia, kucharka Buły / Genia Matoga, żona Kaziuka
- Sylwia Wysocka – Zyta, lekarka dermatolożka, „kuzynka” Buły / Irena Machełek ze Świerczan (przedstawia się jako Machełek Irena), narzeczona inż. Zenona Rumiana, którego zna jako Rosłonia
- Andrzej Brzeski – Muchowicz
- Anna Dereszowska – właścicielka psa (a właściwie suczki) imieniem Koniec / żona Anzelma
- Janusz Hamerszmit – Anzelm
- Patrycja Szczepanowska – koleżanka Waldusia
- Zbigniew Borek – Tomasz Szczepina, dyrektor radia Kameleon
- Marcin Sztabiński – Seba, kolega Waldusia
- Dorota Sienkiewicz – Dorota, kucharka Buły
- Władysław Grzywna – Grongolewski, policjant
- Krzysztof Kiersznowski – podinspektor Kitaszeski, kuzyn Wieśka Graczyka
- Teresa Dzielska – Agniecha, „kuzynka” Buły
- Danuta Rinn – pacjentka Waldusia i Artka, omyłkowo wzięta przez Bułę za panienkę przysłaną przez jego brata Wacka
- Anna Brusewicz – pacjentka Waldusia i Artka
- Beata Fido – dziewczyna przysłana przez brata Buły Wacka, omyłkowo wzięta przez Waldusia i Artka za ich pacjentkę
- Mikołaj Klimek – rachmistrz spisowy
- Zbigniew Kozłowski – rachmistrz spisowy
- Szymon Łosiewicz – oszust, udający rachmistrza spisowego
- Maciej Małysa – kolega Waldusia
- Beata Chruścińska – Katarzyna Mrowicz, praktykantka hydraulik
- Agnieszka Pruszkowska – praktykantka u szewca, „kuzynka” Buły
- Sławomir Sulej – majster hydraulik
- Sylwia Nowiczewska – Danka, „kuzynka” Buły
- Delfina Radzikowska – strażniczka miejska
- Marzena Weselińska – strażniczka miejska
- Natalia Walarowska – Brygida, „kuzynka” Buły
- Izabela Liżewska – Mariola, „kuzynka” Buły
- Maciej Kujawski – sprzedawca feromonów
- Barbara Widelska – księgowa
- Brygida Turowska – Marysia vel Marian
- Roch Siemianowski – Stefan Oberkowicz, mąż Marysi vel Mariana
- Tomasz Gęsikowski – pracownik teatru
- Wojciech Wiliński – grzybiarz

### Główne role

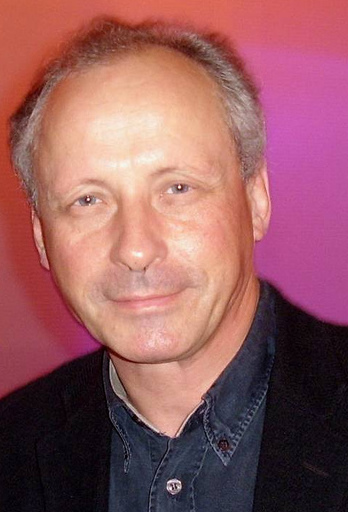
Paweł Wawrzecki – Roman Tymon Buła Bułkowski
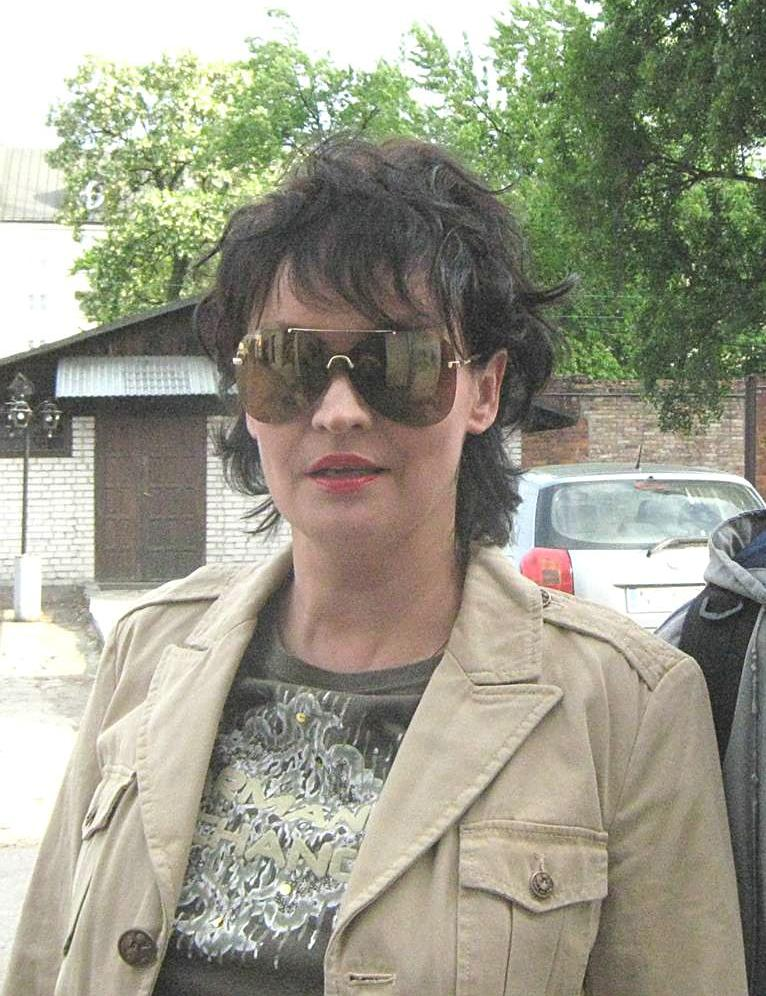
Adrianna Biedrzyńska – Zuza, narzeczona Buły
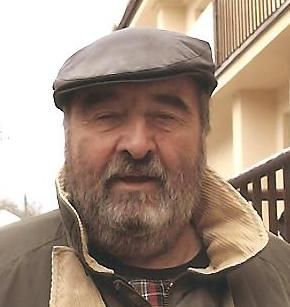
Krzysztof Kowalewski – inż. Zenon Rumian
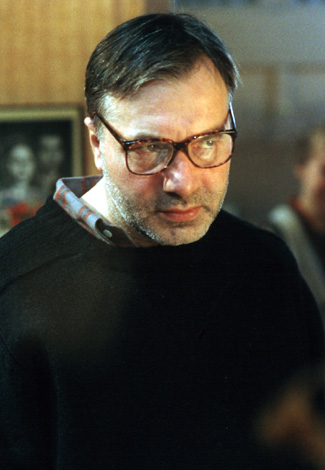
Leon Charewicz – inż Leon Ćwierkacz, lokator Buły
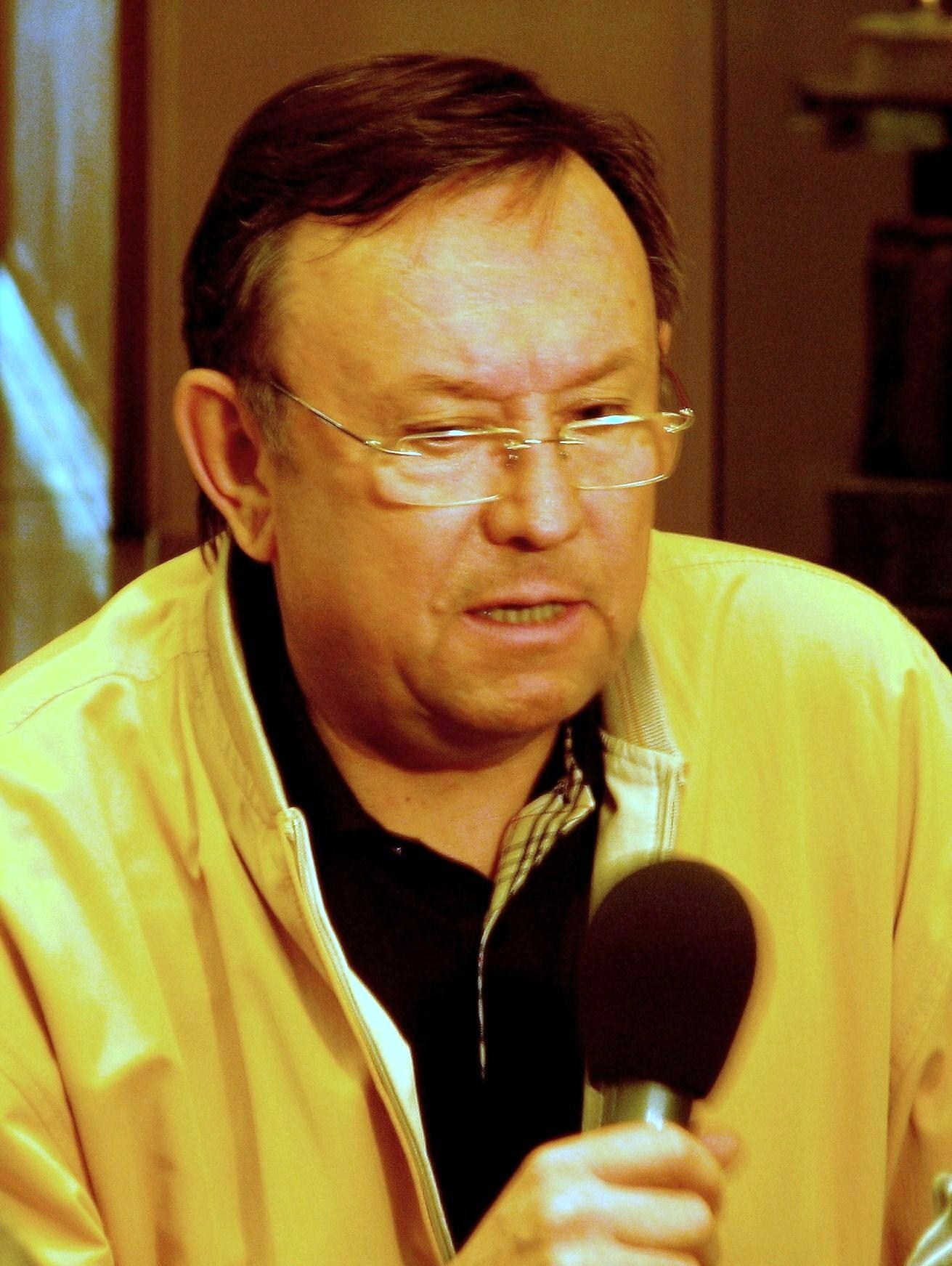
Zbigniew Buczkowski – Wiesław Graczyk
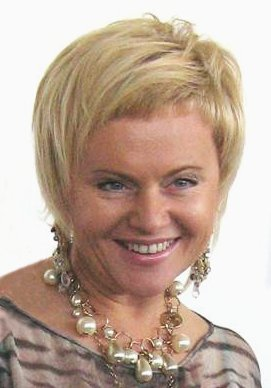
Joanna Kurowska – Jadwiga Graczyk
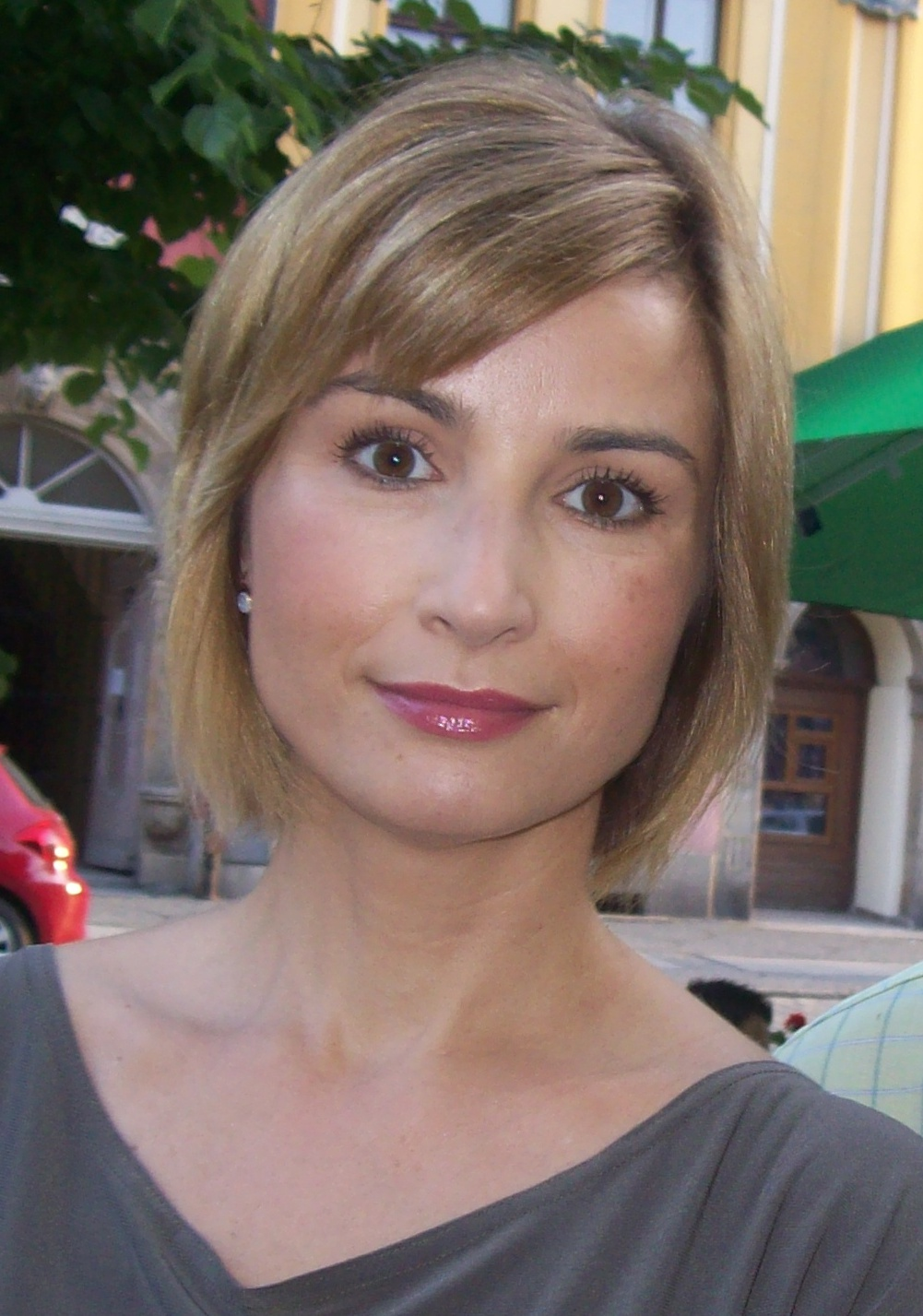
Joanna Brodzik – Malina Graczyk
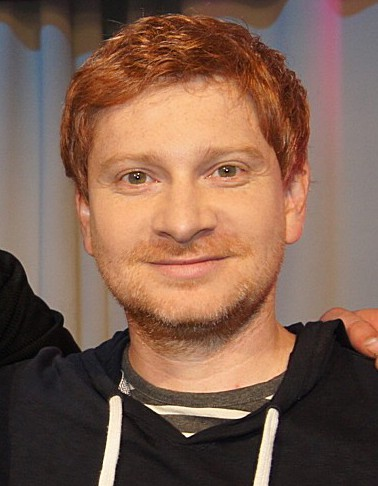
Artur Pontek – Artek, kolega Waldusia
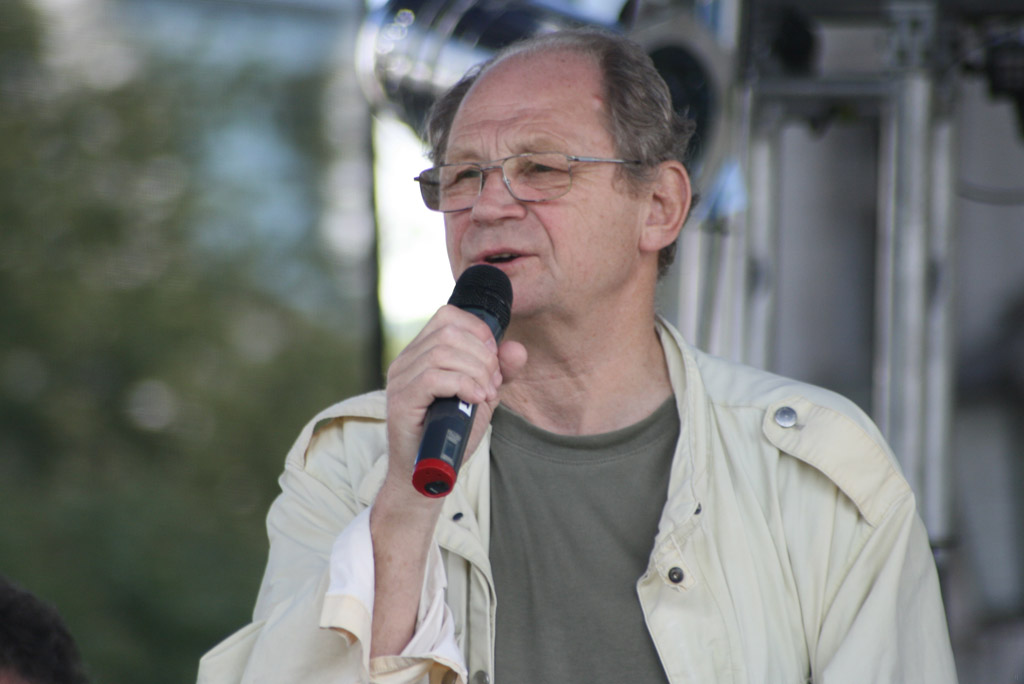
Witold Dębicki – Wacek, brat Buły
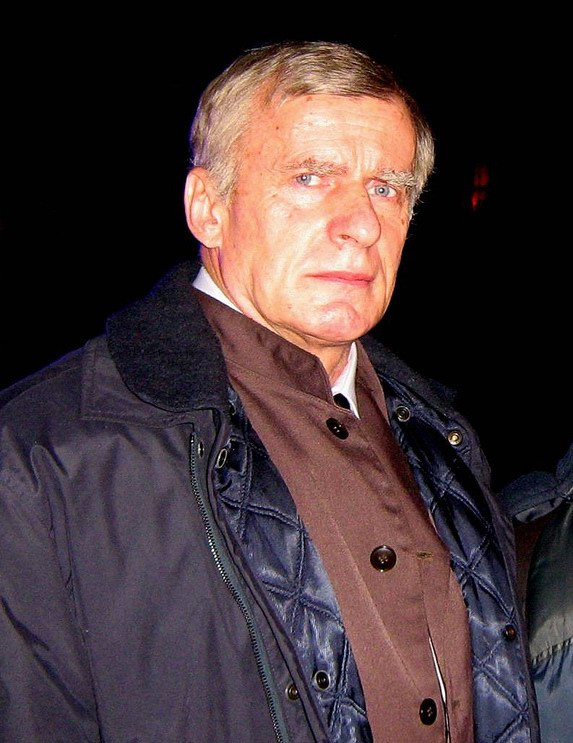
Marian Glinka – Cyklop, bramkarz w Cristalu
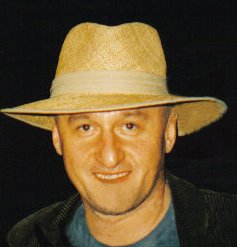
Andrzej Niemirski – pan Kisiel, kelner w Cristalu

## Spis serii
| Seria | Okres emisji | Odcinki   | Premiera serii   | Finał serii       | Pora emisji            |
| ----- | ------------ | --------- | ---------------- | ----------------- | ---------------------- |
| 1     | 2001/2002    | 1−37 (37) | 22 września 2001 | 24 listopada 2001 | sobota 20.50           |
| 1     | 2001/2002    | 1−37 (37) | 5 grudnia 2001   | 9 stycznia 2002   | środa 20.30            |
| 1     | 2001/2002    | 1−37 (37) | 16 stycznia 2002 | 6 lutego 2002     | środa 20.00            |
| 1     | 2001/2002    | 1−37 (37) | 13 lutego 2002   | 13 lutego 2002    | środa 20.30            |
| 1     | 2001/2002    | 1−37 (37) | 21 lutego 2002   | 28 lutego 2002    | czwartek 20.35         |
| 1     | 2001/2002    | 1−37 (37) | 9 marca 2002     | 9 marca 2002      | sobota 21.00           |
| 1     | 2001/2002    | 1−37 (37) | 16 marca 2002    | 25 maja 2002      | sobota 21.15           |
| 1     | 2001/2002    | 1−37 (37) | 8 czerwca 2002   | 22 czerwca 2002   | sobota 21.35           |
| 1     | 2001/2002    | 1−37 (37) | 27 czerwca 2002  | 27 czerwca 2002   | czwartek 20.30         |
| 2     | jesień 2002  | 38−44 (7) | 3 września 2002  | 12 września 2002  | wtorek, czwartek 20.15 |
| 2     | jesień 2002  | 38−44 (7) | 14 września 2002 | 28 września 2002  | sobota 21.15           |